# Villaspeciosa
Villaspeciosa (sardisk: Biddaspitziòsa) er en by og en kommune (comune) i provinsen Sud Sardegna i regionen Sardinien i Italien. Byen ligger i 7 meters højde og har 2.570 indbyggere (2016). Kommunen har et areal på 27,19 km² og grænser til kommunerne Decimomannu, Decimoputzu, Siliqua og Uta.